# 動物朋友監督替換事件
動物朋友監督替換事件（日语：／ Kemono Furenzu kandoku kōban sōdō */?），是一件在2017年發生的日本動畫業界爭議事件，主因為電視動畫《動物朋友》第二期中替換監督達紀後引起粉絲不滿，加上角川本身的不當應對方式而引發的一連串風波。

## 事件背景
電視動畫《動物朋友》在動畫監督達紀的帶領之下，以大約十人的團隊在業界內不看好的情況下花費500餘天完成，且在2017年1月開始於東京電視網放送後成功引起大流行。其中在電視動畫第四集後開始在日本網路引發話題，且動畫內容如「好好玩─！」、「好厲─害！」等台詞登上Twitter熱門關鍵字造成一股流行風潮，且帶動了相關周邊發展以及合作。

## 事件經過
2017年9月25日晚上，達紀在Twitter公告：「事發突然，離開了《動物朋友》動畫事務，大概是角川的指示吧。對不起，我也感到很遺憾」引起大量日本，歐美等地區的愛好者關注，對角川的撻伐與不平。當天晚上角川多玩國股票下挫5.18%，但在隔天開盤後迅速恢復，對於股價並無造成重大影響。

### 角川及製作委員會方面
角川多玩國社長川上量生在事發當下似乎不知情，表示很擔心達紀被撤換，也肯定他的《動物朋友》讓Niconico動畫熱絡起來，無論角川或多玩國關於這件事沒有不能談的，至於結果如何，目前還未瞭解掌握狀況。製作委員會相關的武士道社長木谷高明，以職業摔角比喻抽換監督風波：「別讓人看到在場外亂鬥，這樣對支持的來客是很失禮的。」 此話引起愛好者社群憤怒，認為不該對角川的作為做辯護。但後來川上量生與製作委員會立場一致，並套用木谷高明的「場外亂鬥說」，批評任何一方都不該將觀眾情感帶進大人的爭吵中。
2017年9月27日凌晨，《動物朋友》官方網站以製作委員會名義發布聲明，稱相關各方希望結合動畫、舞台劇、遊戲等平台擴充動物朋友的世界觀，因此將使用新的體制進行後續製作與發展，達紀所屬的動畫製作公司八百萬因無法接受而退出。聲明中亦指責，八百萬未連絡告知製作委員會，即使用作品。
但有業界消息指稱原作者吉崎觀音跟達紀在對《動物朋友》的意見上出現一些分歧所導致，吉崎觀音甚至提出了替換達紀的要求；導致部分網友灌進吉崎觀音的推特頁面謾罵。
10月1日，川上量生於論壇中發文，標題為「關於動物朋友」，內文卻寫了「怎麼可能寫出來啊」，引起網友憤怒，從事件開始就持續關注並透露消息的多玩國集團執行董事栗田穰崇也指責川上不應該開玩笑。此篇文章在放出後1小時遭刪除。
10月2日，角川執行長井上伸一郎在Twitter上發言，認同達紀的功績，並表示會與八百萬再談。
10月10日，負責雕鴞助手配音的聲優上原明里在推特發文，表明自己10月11日起從Quatre Stella移籍株式會社Clair，兩間公司為姊妹公司，聲優工作不會受到影響。但是Clair為10月6日所創立，且成員只有上原明里一人；被認為是由於事件發生後僅有上原明里做出聲援達紀的行為，而遭到打入冷宮。上原明里直到2019年4月才再有機會為動畫聲演主要角色。

### 角川的合作廠商
在製作委員會指責八百萬在未告知下使用作品之後，跟《動物朋友》有廣告合作關係的日本中央競馬會與日清食品皆在官網上加註聲明，澄清所有合作案都是與角川或《動物朋友》製作委員會直接洽談並獲得授權。
9月27日晚上於niconico生放送節目《動物朋友時間》中，負責浣熊配音的聲優小野早稀在節目一開始對該事件造成的騷動道歉，這種在愛好者團體中通稱「聲優之盾」、讓無關人士當擋箭牌的行為引起了更大的爭議和不滿。
角川公關負責人針對公司因撤換監督一事而成為箭靶，表示並未個別通知監督，也否認由該公司解任的傳言。

### 監督支持者及八百萬方面
日本方面已有網友發起連署，反對角川抽換《動物朋友》監督的決定 ，在發起後三小時內就超過一萬兩千多人連署。
在有吉崎觀音要求抽換《動物朋友》監督的流言出現後，曾與吉崎觀音在《Keroro軍曹》合作的動畫監督佐藤順一在推特發文聲援吉崎觀音，表示「吉崎老師是很尊重監督意願的作者」。
八百萬官網曾在事件發生後無法使用，但無其他方面做出聲明。10月2日，八百萬社長福原慶匡在Twitter上發文，表示將與角川方面迅速處理此次事件。

#### 「燃燒紙飛機」行動
9月30日，由《動物朋友》台灣支持者所發起的行動「燃燒紙飛機」（燃える紙飛行機）在日本受到廣大迴響，亦有香港、韓國及歐美地方的支持者響應，當天衝上Twitter的趨勢榜；但是大約於8點30分於趨勢榜上消失，有網友認為是角川施壓的結果，亦有網友認為因為Twitter系統機制的關係而被當成機器人洗推文而撤除。當日最後紀錄為10萬推。
10月20日，《動物朋友》支持者發起了第二次燃燒紙飛機行動，在推特上的標籤為「乘著希望的紙飛機」（紙飛行機に希望を乗せて）。

## 事件結果
經過多次的開會協商，12月27日，福原慶匡於Twitter上發文，角川沒有回覆相關事件，默認達紀將不會是第二期的監督。

## 後續
2018年9月2日，動物朋友製作委員會（けものフレンズプロジェクト）在Youtube釋出動物朋友2的PV，獲大量負評，截至該月16日，正評為5700左右，負評則為51000。同時公開選拔新組合聲優。
2018年9月3日，個人劇本家、聲優Akari先生在推特上發推，揭露動物朋友製作委員會成員之一的Age Global Networks選拔聲優的台本盜用別人的腳本。
2018年9月14日，達紀監督於Twitter上發布推文，發表對盜聲優劇本的看法，以及表明至今動畫劇本費、劇本版稅連1日元都沒有收到，並看見了對創作者的鄙視。
《動物朋友2》最後於2019年1月7日於東京電視台系統開始播映，但很快因撤换监督风波與各方面遜於前作的表現等受到觀眾的惡評，至4月2日最后一话播出结束后，niconico网友中仅有2.6%给出了好评，为niconico史上评分最低的一集动画。
该事件也在中国大陆有强烈的反响。大部分中国大陆粉丝也纷纷批评角川及制作委员会的处理方式不当。而在bilibili上，其系列原创短动画《欢迎来到加帕里公园》仅获得2.5分的评价，動畫二期更是僅獲得2.2分的評價，创bilibili动画评分历史新低。
而相对的，达纪监督的动画《烟草》亦与《动物朋友2》同时期播放，至3月27日完结，最终话在niconico上获得超过98%的好评，Bilibili评分也高达9.7分。
2019年4月15日，東京電視台在其官網為其員工在社交網路上的攻擊性言論發佈道歉聲明。之後，世界媒體廣泛報道東京電視台製片人細谷伸之使用分身賬戶攻擊達紀監督的行為。
2020年4月，有匿名人士在5ch發佈針對達紀、二期主角配音員石川由依等人的殺害預告，6月2日京都市警方逮捕了一名21歲嫌疑人岸本福太。